# 英仏同盟 (1716年-1731年)
英仏同盟（えいふつどうめい、英語: Anglo-French Alliance）は1716年から1731年まで、グレートブリテン王国とフランス王国の間で締結された同盟。同盟はヨーロッパ列強が同盟相手をとっかえひっかえしていた国のカドリーユの一環だった。

## 結成

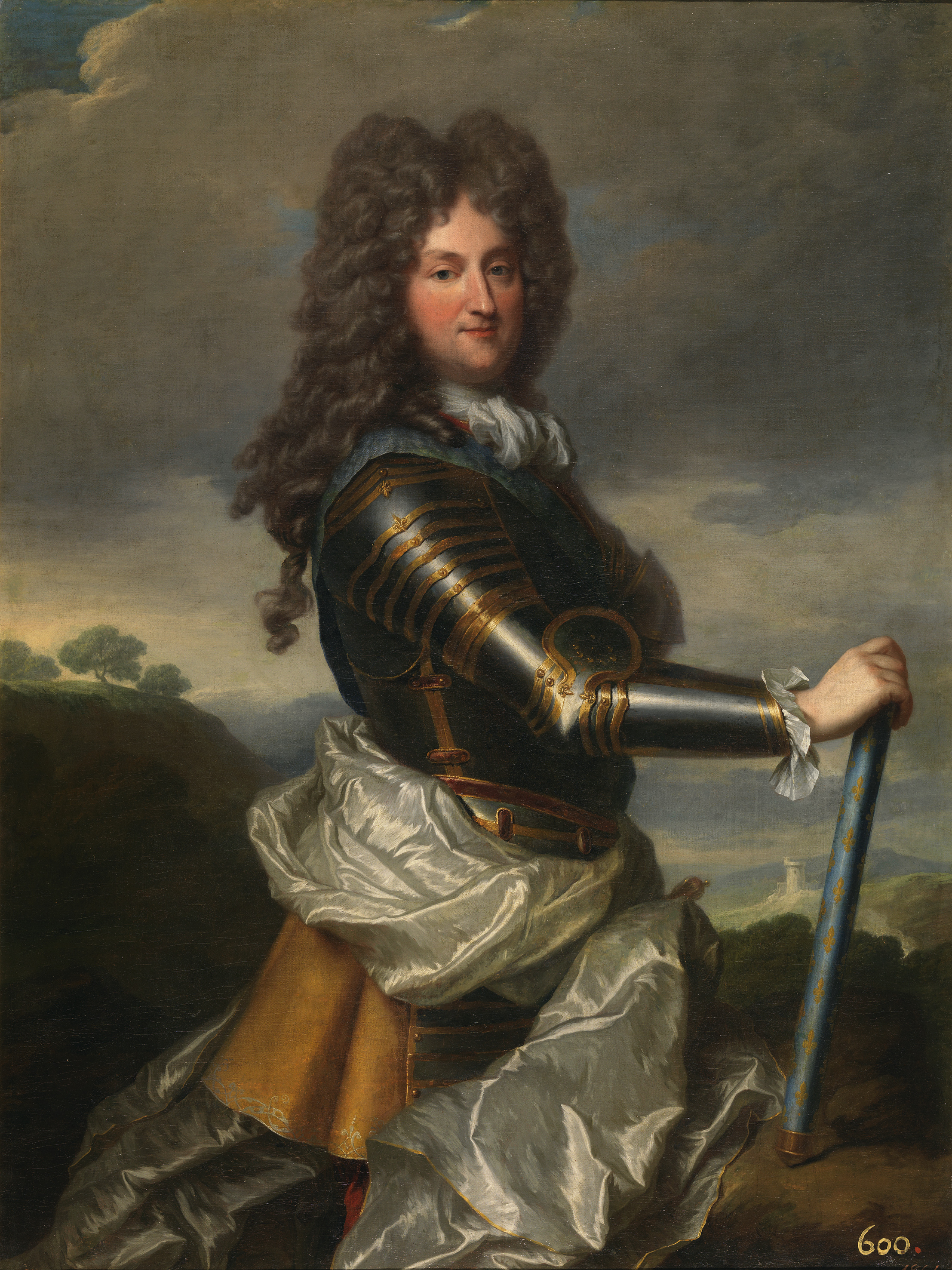
フランスの摂政オルレアン公フィリップ2世。英仏同盟は彼がフランスを統治した時代に締結された。

スペイン継承戦争における英仏間の戦闘がユトレヒト条約で終結すると、両国はスペイン王国とロシア帝国の勢力拡大を食い止めるという共同した目的があったため利害が一致した。フランスでは国王ルイ15世が若く、子供もなかったため後継者問題で不安定となっており、イギリスも大国フランスを敵に回したくなかった。両国は四国同盟戦争で協力してスペインがイタリアの一部を征服することを阻止した。その直後には両国がロシアのバルト海を越える進軍を抑制した。

## 終結

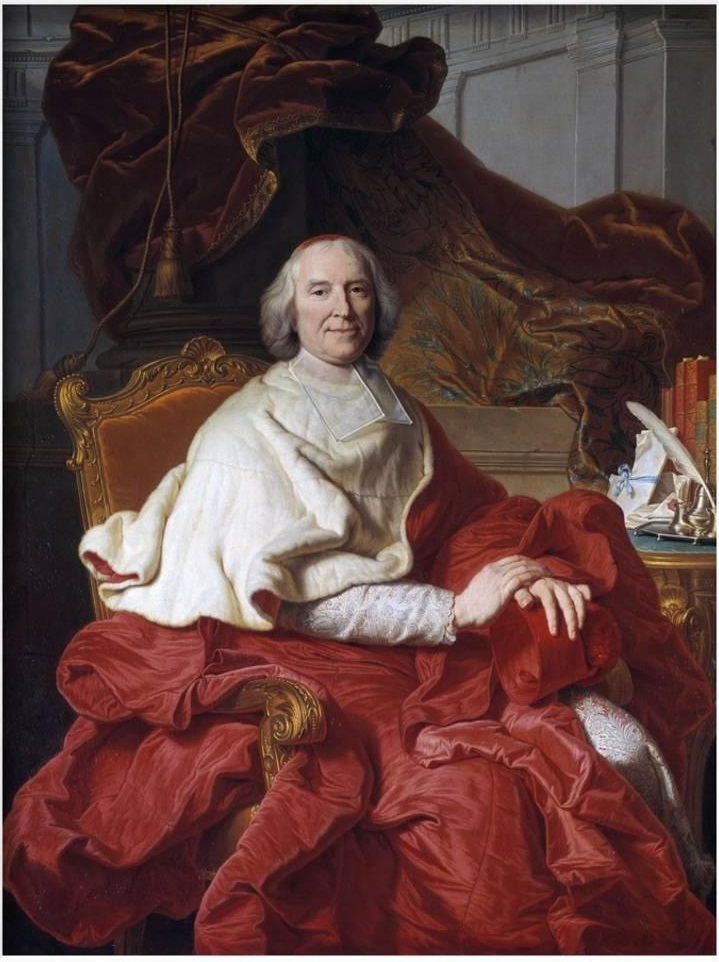
フランスの宰相フルーリー枢機卿。英仏同盟は彼がフランスを統治した時代に解消された。

1729年にドーファンのルイ・フェルディナンが生まれると、フランスの後継者問題が解決した。その結果、フランスは同盟に対する興味を失い、イギリスでもオーストロフィル（オーストリアびいき）がオーストリアのほうがより良い同盟相手であると主張した。フランスの宰相フルーリー枢機卿はだんだんとイギリスに敵対的になり、さらに英西戦争でフランスがイギリスを支持しなかったことでフランスが信頼できないことが明らかになった。同盟の終結が正式に宣告されることはなかったが、1731年初までに終結したとされた。
1731年、フルーリー枢機卿の方針を勘づいたイギリスはオーストリアと英墺同盟を締結した。そして、オーストリア継承戦争でも英仏は1742年以降敵対し、北米での植民地戦争を継続した。また、英仏は1688年から1815年まで敵対しているとして、この期間を第二次百年戦争と呼ぶという見方もあるが、英仏両国が常に敵対しているとする理論は17年間の英仏同盟を考慮に入れていない。